# Jelniki (Kaliningrad, Gurjewsk)
Jelniki (russisch Ельники, deutsch Kanten) ist ein Ort in der russischen Oblast Kaliningrad. Er gehört zur kommunalen Selbstverwaltungseinheit Stadtkreis Gurjewsk im Rajon Gurjewsk.

## Geographische Lage
Jelniki liegt 14 Kilometer nördlich Kaliningrads an der Kommunalstraße 27K-044 von Berjosowka (Schugsten) an der Regionalstraße 27A-001 (ehemalige deutsche Reichsstraße 128) nach von der Oblasthauptstadt über Orlowka (Nesselbeck) nach Chrabrowo (Powunden). In unmittelbarer Nähe befindet sich eine Anschlussstelle des Autobahnrings Primorskoje Kolzo. Bis 1945 war Kanten–Fritzen (russisch: Jelniki–Sosnowka) Bahnstation an der Kleinbahnstrecke Groß Raum–Ellerkrug (russisch: Rjabinowka–Raduschnoje, jetzt: Chrabrowo), die heute noch als Güterverkehrsstrecke zum Flughafen Kaliningrad in Nutzung ist.

## Geschichte
Das bis 1946 Kanten genannte Gutsdorf wurde 1874 in den neu errichteten Amtsbezirk Schugsten (russisch: Berjosowka) eingegliedert. Er gehörte bis 1939 zum Landkreis Fischhausen, von 1939 bis 1945 zum Landkreis Samland im Regierungsbezirk Königsberg der preußischen Provinz Ostpreußen. Im Jahre 1910 lebten hier 109 Einwohner.
Am 1. Januar 1929 verlor Kanten seine Eigenständigkeit, als es sich mit den Nachbarorten Norgehnen (russisch: Schatrowo) und Schugsten (Berjosowka) zur neuen Landgemeinde Norgehnen zusammenschloss.
1945 kam Kanten mit dem gesamten nördlichen Ostpreußen zur Sowjetunion. Im Jahr 1950 erhielt der Ort die russische Bezeichnung Jelniki und wurde gleichzeitig dem Dorfsowjet Matrossowski selski Sowet im Rajon Gurjewsk zugeordnet. Später gehörte der Ort zum Chrabrowski selski Sowet. Von 2008 bis 2013 gehörte Jelniki zur Landgemeinde Chrabowskoje selskoje posselenije und seither zum Stadtkreis Gurjewsk.

## Kirche
Bis 1945 war die überwiegend evangelische Bevölkerung in das Kirchspiel Laptau (russisch: Muromskoje) eingepfarrt, das zum Kirchenkreis Königsberg-Land II innerhalb der Kirchenprovinz Ostpreußen der Kirche der Altpreußischen Union gehörte. Heute liegt Jelniki im Einzugsbereich der evangelisch-lutherischen Auferstehungskirche in Kaliningrad (Königsberg) innerhalb der Propstei Kaliningrad der Evangelisch-lutherischen Kirche Europäisches Russland (ELKER).